# Kian Amorgaste
Kian Amorgaste (8 januari 2002) is een Belgisch korfballer. Amorgaste won met Borgerhout 1 nationale titel, in 2022. Daarnaast is hij speler van het Belgisch korfbalteam.  Zijn oudere broer, Jarni Amorgaste is ook topkorfballer.

## Spelerscarrière

### Begin
Amorgaste begon met korfbal bij Borgerhout. Hier doorliep hij de eerste jeugdteams. In 2012, op 10-jarige leeftijd, besloot Amorgaste zich aan te sluiten bij het iets grotere AKC. Hier speelde Amorgaste tot en met de A jeugd.

### Return bij Borgerhout
In 2020, op 18-jarige leeftijd, besloot Amorgaste terug te keren naar zijn eerste club, Borgerhout. Hier werd hij meteen toegevoegd aan het seniorenteam.
In zijn eerste seizoen, 2020-2021 werd er in België niet gekorfbald, vanwege de coronapandemie.
In zijn tweede seizoen, 2021-2022 was de competitie weer hervat en beleefde hij met Borgerhout een sterk seizoen.  Onder coach Phillip Dockx kreeg Amorgaste een belangrijke rol in het team.
In de zaalcompetitie bereikte Borgerhout de zaalfinale. In deze wedstrijd was Floriant de tegenstander. In een spannende wedstrijd verloor Borgerhout met 19-17.
Iets later, in de veldcompetitie versloeg Borgerhout in de kruisfinale AKC (Amorgaste's voormalige ploeg) en plaatste zich zo ook voor de veldfinale. Net als in de zaalcompetitie was Floriant de tegenstander. Wederom won Floriant de titel.
Ondertussen had Borgerhout zich ook geplaatst voor de finale van de Beker van België. Zodoende stond Borgerhout dus in 1 seizoen in alle 3 Belgische finales. Dit maal was Voorwaarts de tegenstander. Borgerhout won de finale met ruime cijfers, namelijk 28-19. Hierdoor sloot Borgerhout het sterke seizoen toch af met een nationale titel.

## Erelijst
- Beker van België kampioen, 3× (2022, 2023, 2024)
- Zaalkampioen (2024)

## Nationaal Team
In begin 2022 werd Amorgaste toegevoegd aan de selectie van het Belgisch korfbalteam, dat onder leiding stond van bondscoach Detlef Elewaut. Zodoende speelde Amorgaste mee op de volgende internationale toernooien:
- World Games 2022 (zilveren medaille)

In het beachkorfbal behaalde hij met het Belgisch nationaal team brons op het wereldkampioenschap van 2022.